# Disiřičitan sodný
Disiřičitan sodný (též pyrosiřičitan sodný) je anorganická sloučenina se vzorcem Na2S2O5 patřící mezi siřičitany, v potravinářství se označuje jako E223 a používá se jako konzervant. Jedná se o bílý krystalický prášek se štiplavým sirným pachem a odpornou chutí. Hlavní oblastí použití je jako antioxidant a k chemické sterilizaci. Je chemicky velmi podobný disiřičitanu draselnému, se kterým lze v některých případech vzájemně zaměňovat. Obecně se preferuje spíše disiřičitan draselný, protože nezvyšuje obsah sodíku ve výživě.

## Výroba
Disiřičitan sodný je možno vyrábět dvěma způsoby:

První možnost je částečný rozklad hydrogensiřičitanu sodného.
| 2 NaHSO3 → H2O + Na2S2O5 | \| \| \| \| \| \| \| \| |  |
|                          |                         |  |
|                          |                         |  |

Druhou možností je reakce siřičitanu sodného s oxidem siřičitým:
| Na2SO3 + SO2 → Na2S2O5 | \| \| \| \| \| \| \| \| |  |
|                        |                         |  |
|                        |                         |  |

## Reakce
Disiřičitan sodný se dá v chemii použít na výrobu různých látek.

Se silnými kyselinami, například kyselinou chlorovodíkovou reaguje za vzniku vody, solí silné kyseliny a oxidu siřičitého, který reaguje s vodou za vzniku kyseliny siřičité.
| Na2S2O5 + 2 HCl → 2 NaCl + H2O + 2 SO2 | \| \| \| \| \| \| \| \| |  |
|                                        |                         |  |
|                                        |                         |  |

Při žíhání či zahřívání na vysoké teploty dochází k rozpadu na oxid sodný a oxid siřičitý.
| Na2S2O5 → Na2O + 2 SO2 | \| \| \| \| \| \| \| \| |  |
|                        |                         |  |
|                        |                         |  |

Má dezinfekční účinky, protože se pomalu rozpadá na siřičitan sodný a oxid siřičitý, mající dezinfekční účinky a způsobující i zápach této látky.
| Na2S2O5 → SO2 + Na2SO3 | \| \| \| \| \| \| \| \| |  |
|                        |                         |  |
|                        |                         |  |

## Použití
Disiřičitan sodný se používá jako dezinfekce, na odstranění hub, bakterií či řas v bazénech, avšak bývá nahrazen levnějšími a účinnějšími chlornany - sodným a vápenatým. V potravinářském průmyslu se využívá jeho konzervačních a antioxidačních vlastností, díky kterým zpomaluje kažení potravin nebo jejich zhnědnutí vlivem přístupu kyslíku. Najdeme ho v sušeném kokosu, sušeném i mraženém ovoci či  rozmanitých dehydrovaných potravinách v prášku.  Podobně jako disiřičitan draselný se přidává i do piva a vína. Používá se také do fotografických ustalovačů.

## Jazykové souvislosti
Disiřičitany (pyrosiřičitany) jsou v některých jiných jazycích označovány jako metabisulfit.